# Pauluskirche (Halle)

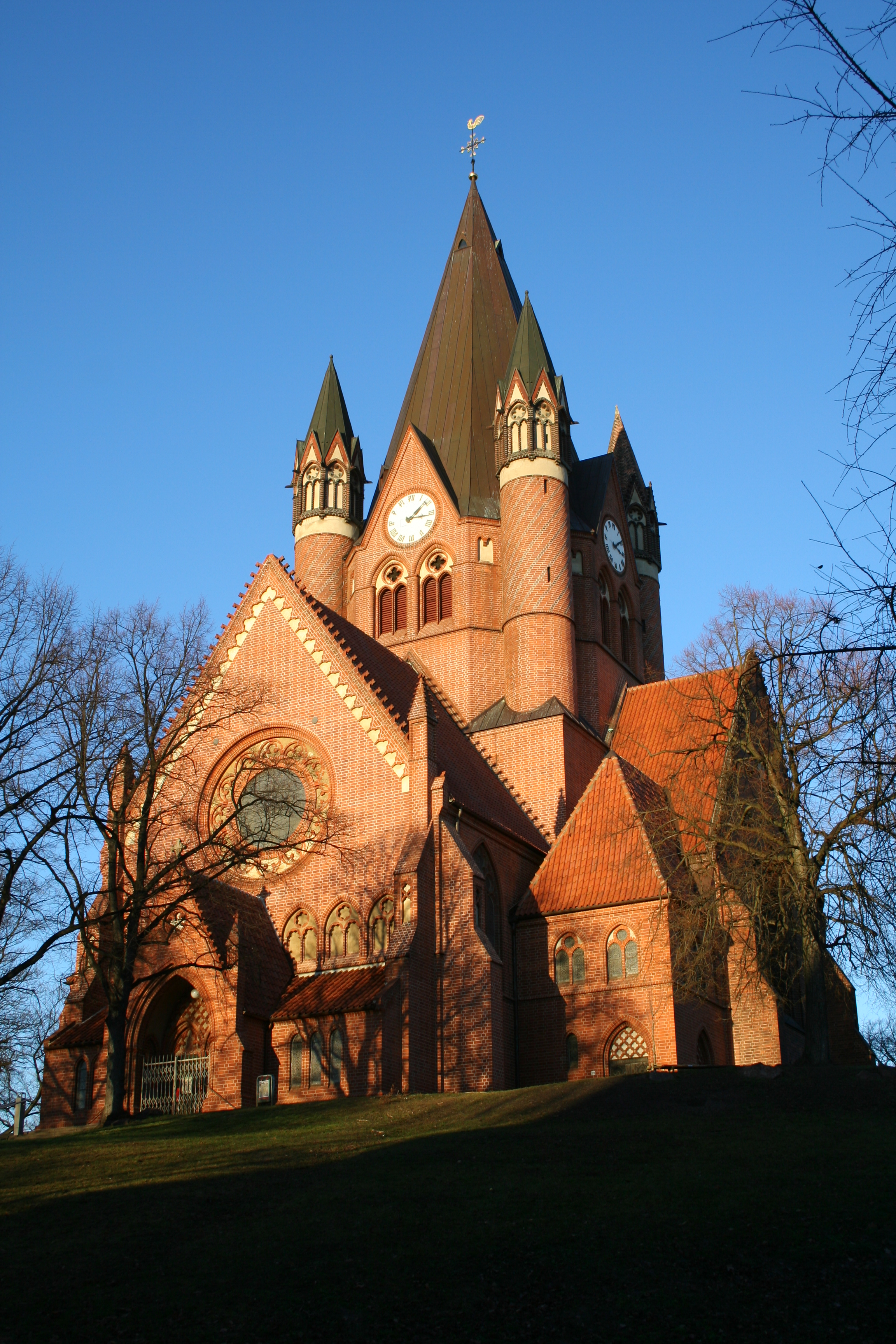
Die Pauluskirche in Halle (Saale)

Die Pauluskirche ist eine in den Jahren 1900 bis 1903 erbaute denkmalgeschützte evangelische Kirche in Halle (Saale). Im Denkmalverzeichnis der Stadt Halle ist die Kirche unter der Erfassungsnummer 094 11573 verzeichnet. Die Paulusgemeinde gehört zum Kirchenkreis Halle-Saalkreis der Evangelischen Kirche in Mitteldeutschland.

## Lage
Die Kirche befindet sich im Mittelpunkt des Paulusviertels, eines seit 1880 systematisch bebauten Wohngebietes im Nordosten der Stadt, dessen Namensgeber die Kirche ist. Wegen seiner herausgehobenen Höhenlage auf einer 10 Meter hohen Porphyrkuppe und der damit verbundenen ausgezeichneten Silhouettenwirkung ist der Kirchenbau für das Stadtbild von herausragender Bedeutung.

## Geschichte
Aufgrund des starken wirtschaftlichen Wachstums der Stadt, insbesondere im letzten Viertel des 19. Jahrhunderts, hatte sich die Einwohnerzahl allein zwischen 1871 und 1890 nahezu verdoppelt. Für das vom Stadtbaurat Karl-Otto Lohausen geplante „Nordostviertel“ wurde der sogenannte Hasenberg im Zentrum des Viertels etwa um das Doppelte erhöht und obenauf ein kreisrunder Platz angelegt, der ehemalige Kaiserplatz (heute Rathenauplatz), von dem acht Radialstraßen abgehen.
Zunächst war die Laurentiuskirche und die Marktkirche für den Nordosten der Stadt zuständig. 1894 wurde die Paulusgemeinde aus einer Abspaltung der Neumarktgemeinde gegründet, die zunächst Gast in der St.-Stephanus-Kirche war.
Im Jahre 1897 schenkte der Bauunternehmer Friedrich Kuhnt der Gemeinde das Grundstück auf dem Hasenberg. Die Grundsteinlegung erfolgte am 22. Oktober 1900, dem Geburtstag der Kaiserin Auguste Viktoria, unter deren persönlichem Protektorat der Kirchenbau seit 1898 stand. Neben Spenden vom Kaiserhaus und anderen halleschen Kirchengemeinden kamen die Gelder vor allem von privaten Stiftern. Der Entwurf wurde in der Bauabteilung des Ministeriums für öffentliche Arbeiten unter der Leitung des Berliner Baurats Richard Schultze gefertigt. Die Bauausführung unterstand dem Oberbaurat Oskar Hossfeld und dem Baurat Johannes Matz.
Im April 1902 war die Kirche im Rohbau fertig, so dass der Turmknopf mit Kreuz und Hahn aufgesetzt werden konnte. Am 6. September 1903 wurde die Kirche in Anwesenheit von Kaiserin Auguste Victoria und vieler Vertreter des Hochadels sowie einiger hoher Militärs eingeweiht.
Das ursprüngliche Geläut aus Bronze fiel den sogenannten Metallspenden der beiden Weltkriege zum Opfer. Drei neue Stahlglocken wurden am 22. Januar 1956 geweiht. Eine umfassende Renovierung erfolgte im Jahr 1972; dabei wurde sie durchgehend weiß gestrichen. Das Altarkruzifix, der große Kronleuchter wie auch die neben dem Orgelprospekt aufgestellten Standbilder von Paulus und Luther wurden entfernt.
1997 begann mit der Erneuerung des Daches und der Teilsanierung der Außenfassade die Grundsanierung der Kirche. Im selben Jahr gründete sich der „Bauverein Pauluskirche Halle (Saale) e. V.“, der seine Aufgabe darin sieht, den Erhalt der Pauluskirche durch Sanierung, Renovierung, Instandsetzung und Instandhaltung zu fördern.
Zum 100. Geburtstag der Kirche 2003 wurde die Innenausmalung August Oetkens – ein wichtiges Zeugnis der Wiederbelebung farbiger Gestaltung von Kirchen nach mittelalterlichen Vorbildern zu Beginn des 20. Jahrhunderts – teilweise wiederhergestellt.
Zum Tag der deutschen Einheit 2021 fand ein ökumenischer Gottesdienst mit einflussreichen Politikern, wie z. B. Bundeskanzler etc., in der Pauluskirche statt.

## Architektur und Ausstattung

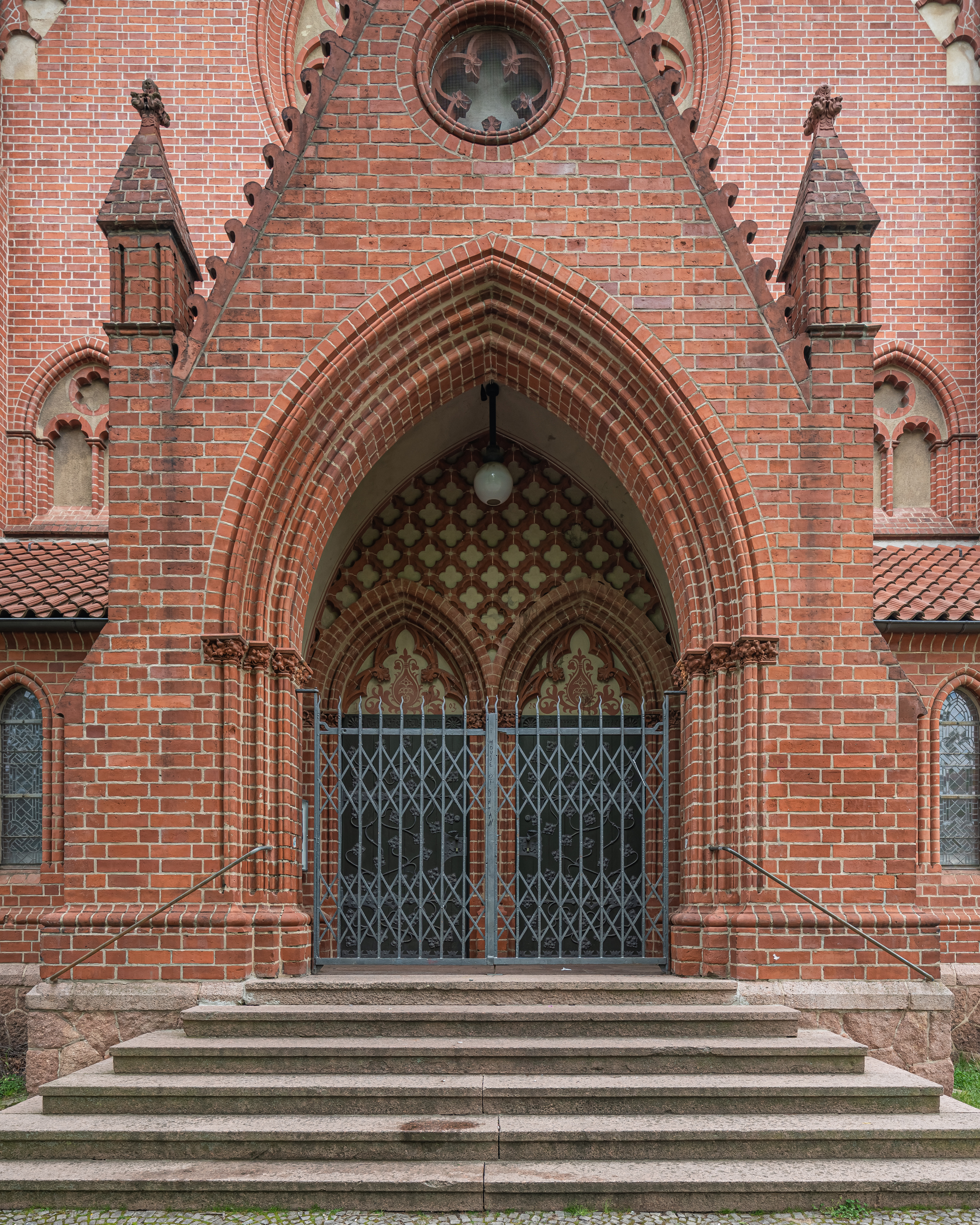
Eingangsportal

Die Pauluskirche, die über 995 Sitzplätze verfügt, ist ein kreuzförmiger Zentralbau in sparsamen Formen der norddeutschen Backsteingotik. Der untere Teil des Sockels besteht, wie auch alle Treppenaufgänge, aus Porphyr; der obere Sockelbereich ist als Überleitung zu den roten Backsteinmauern aus Formziegeln aufgemauert.
Die Kreuzarme sind im Verhältnis zur Höhe des Gesamtbaukörpers sehr kurz gehalten worden. Der nördliche Kreuzarm ist zugleich Altarraum und wurde als (fünfachtel) Teil eines Oktogons gestaltet. Über der Vierung erhebt sich ein gedrungener, von vier zylindrischen Treppentürmen eingefasster 60 Meter hoher Vierungsturm. Die monumentale Wirkung des Baukörpers wird durch die Lage auf der Kuppe des Hasenberges und die 7,50 Meter breite, mit 62 Stufen zum Hauptportal an der Westseite führende Freitreppe verstärkt.
Das kuppelförmige Gewölbe unter der Vierung in Verbindung mit den kurzen Kreuzarmen haben auf den Innenraum eine zentralisierende Raumwirkung. Im Gegensatz zum Äußeren wirkt der gewölbte Innenraum (Vierung mit Sterngewölbe, Orgel- und Sängerempore mit Kreuzgratgewölbe) wie eine längs ausgerichtete Hallenkirche.
Das Kircheninnere wird von der weitgehend erhaltenen neugotischen Ausstattung und der seit 2003 teilweise wieder hergestellten Innenausmalung des Berliner Kunstmalers August Oetken bestimmt, der auch die Fenster der Pauluskirche gestaltete.
Die Kanzel aus dunkel gebeiztem Eichenholz ist mit reichem Schnitzwerk versehen und ruht auf einem Sockel aus Sandstein. Der reliefierte Taufstein des Weimarer Bildhauers Rudolf Weber wurde 1954 im Altarraum aufgestellt. Das bis 2003 in der Kirche befindliche mittelalterliche Kruzifix, eine Leihgabe der Kirche Wettin, ist 2013 durch ein neu geschaffenes Bronzekruzifix der Berliner Bildhauerin Anna Franziska Schwarzbach ersetzt worden.

## Gemeinde
Die Paulusgemeinde hat den Sitz in der Robert-Blum-Straße 11a. Zur Gemeinde gehören unter anderem ein Kindergarten (Paulus Kindergarten), Chor und Orchester. Letzteres stehen unter Leitung von KMD Andreas Mücksch und zählen, mit vielen großen Auftritten z. B. beim Kirchentag 2023, zu den renommiertesten freiwilligen Chören und Orchestern Deutschlands. Der Gemeindekirchenrat besteht aus 14 Mitgliedern.

## Orgel

### Rühlmann-Orgel (1903–1965)
Die erste Orgel der Pauluskirche wurde 1903 von dem Orgelbauer Wilhelm Rühlmann (Zörbig) erbaut (op. 250). Das Orgelgehäuse ist bis heute erhalten. Das Innenleben der Orgel wurde 1965 in die neuapostolische Kirche in Nordhausen umgesetzt und umgebaut. Das Instrument hatte 38 Register auf drei Manualen und Pedal.

#### Disposition (1903–1965)
| I Hauptwerk C–f3 |                  |          |
| 1.               | Principal        | 16′      |
| 2.               | Lieblich Gedackt | 16′      |
| 3.               | Principal        | 8′       |
| 4.               | Gedackt          | 8′       |
| 5.               | Hohlflöte        | 8′       |
| 6.               | Gambe            | 8′       |
| 7.               | Gemshorn         | 8′       |
| 8.               | Octave           | 4′       |
| 9.               | Flöte harmonique | 4′       |
| 10.              | Quinte et Oktave | 2 ⁄3′+2′ |
| 11.              | Mixtur III–V     |          |
| 12.              | Cornett III      |          |
| 13.              | Trompete         | 8′       |

| II Oberwerk C–f3 |                 |     |
| 14.              | Bordun          | 16′ |
| 15.              | Geigenprincipal | 8′  |
| 16.              | Doppelflöte     | 8′  |
| 17.              | Flauto trav.    | 8′  |
| 18.              | Dolce           | 8′  |
| 19.              | Salicional      | 8′  |
| 20.              | Fugara          | 4′  |
| 21.              | Flauto amabile  | 4′  |
| 22.              | Mixtur III      |     |
| 23.              | Klarinette      | 8′  |

| III Echowerk C–f3 |               |     |
| 24.               | Aeoline       | 16′ |
| 25.               | Principal     | 8′  |
| 26.               | Portunalflöte | 8′  |
| 27.               | Viola d amour | 8′  |
| 28.               | Vox celestis  | 8′  |
| 29.               | Rohrflöte     | 4′  |
| 30.               | Flautine      | 2′  |

| Pedal C–d1 |                  |     |
| 31.        | Principalbaß     | 16′ |
| 32.        | Subbaß           | 16′ |
| 33.        | Violonbaß        | 16′ |
| 34.        | Lieblich Gedackt | 16′ |
| 35.        | Octavbaß         | 8′  |
| 36.        | Gedackt          | 8′  |
| 37.        | Cello            | 8′  |
| 38.        | Posaune          | 16′ |

- Koppeln:
  - Normalkoppeln:  II/I, III/I, III/II, I/P, II/P, III/P
  - Superoktavkoppeln:  II/I, P/P
- Spielhilfen: 2 freie Kombinationen, 5 feste Kombinationen

### Rühlmann-Orgel (1893–2018)
1969 wurde in das alte Gehäuse von 1903, die durch die Gemeinde erworbene Orgel aus der 1967 profanierten Stephanuskirche eingebaut. Das Instrument wurde 1893 von Wilhelm Rühlmann erbaut (op. 141) und hatte ursprünglich 30 Register auf drei Manualen und Pedal. 1940 war sie auf 41 Register durch die Firma Alexander Schuke Potsdam Orgelbau erweitert worden.

### Kutter-Orgel (2024)
Das Instrument wurde von der Orgelbauwerkstatt Kutter in Friedrichroda gefertigt und neben Mitteln der Evangelischen Kirche sowie Fördermitteln des Landes Sachsen-Anhalt aus einer Vielzahl an Spenden finanziert. Am 5. Mai 2024 spielte die US-amerikanische Jazzmusikerin Amina Claudine Myers das erste öffentliche Konzert auf der neuen Orgel. Am 9. Juni 2024 wurde die neue Orgel der Pauluskirche geweiht. Dem Gottesdienst ging eine Festwoche mit verschiedenen Konzertveranstaltungen voraus.
Das Instrument besticht durch eine Vielzahl an Spielhilfen wie Sonderkoppeln und durch die elektrischen Trakturen mögliche digitalen Effekten, Hochdruckregister uvm. Das Pfeifenwerk steht auf Einzeltonladen, die Trakturen sind vollelektrisch; so können zusammen mit den virtuellen/digitalen Stimmen aus 60 Grundregistern über 110 Register gewonnen werden. Die Disposition der Orgel lautet wie folgt:
| I Hauptwerk C–a3 |         |
| Untersatz        | 16′     |
| Subprinzipal     | 16′     |
| Contra Gamba     | 16′     |
| Prinzipal major  | 08′     |
| Prinzipal minor  | 08′     |
| Suboctave        | 08′     |
| Gedackt          | 08′     |
| Hohlflöte        | 08′     |
| Viola da Gamba   | 08′     |
| Octave           | 04′     |
| Wiener Flöte     | 04′     |
| Quinte           | 02 ⁄3′  |
| Superoctave      | 02'     |
| Terzflöte        | 01 3⁄5′ |
| Submixtur IV     | 02′     |
| Mixtur II‑III    | 01 ⁄3′  |
| Trompette        | 08′     |

| I Second Touch C–a3 |     |
| Principal major     | 8′  |
| Gedackt             | 08′ |
| Viola da Gamba      | 08′ |
| Octave              | 04′ |
| Trompette           | 08′ |

| II Schwellwerk C–a3 |           |
| Bourdon             | 16′       |
| Geigenprinzipal     | 08′       |
| Doppelgedackt       | 08′       |
| Gemshorn            | 08′       |
| Flauto amabile      | 08′       |
| Salicional          | 08′       |
| Unda maris          | 08′       |
| Gemshorn            | 04′       |
| Salicet             | 04′       |
| Nachthorn           | 04′       |
| Nasard              | 02 ⁄3′    |
| Piccolo             | 02′       |
| Larigot             | 01′-1 ⁄3′ |
| Variquot            |           |
| Rauschpfeife II‑III |           |
| Bombarde            | 016′      |
| Cornopean           | 08′       |
| Clairon             | 04′       |
| Clarinette          | 08′       |
| Tremolo             |           |

| III Solowerk C–a3 |                        |
| Violine           | 16′, 8′, 2 ⁄3′, 4′, 2′ |
| Viol céleste      | 08′, 4′                |
| Tibia clausa      | 08′,05 1⁄3′, 4′, 2′    |
| Oboe              | 016′, 8′               |
| Vox humana        | 08′                    |
| Erzähler*in       | 08′                    |
| Flauto diverso    | 04′                    |
| Superquint        | 01 ⁄3                  |
| Harfe             |                        |
| Marimba           |                        |
| Tremulant         |                        |

| N Nord‑Orgel C–a3 |     |
| Subdiapason       | 16′ |
| Diapason          | 08′ |
| Flauto dolce      | 08′ |
| Octava            | 04′ |
| Flauto dolce      | 04′ |
| Super Octave      | 02′ |
| Vox culex         | 08′ |
| Paulushorn        | 08′ |

| E Echo C–a3 |     |
| Bifara      | 8′  |
| Philomena   | 08′ |
| Fugara      | 08′ |
| Ripieno     | 08′ |
| Aetheria    | 08′ |
| Kinura      | 08′ |
| Kitara      | 08′ |

| S Süd‑Orgel C–a3 |       |
| Dulciana         | 16′   |
| Hornprincipal    | 08′   |
| Rohrflöte        | 08′   |
| Dulciana         | 08′   |
| Oktave           | 04′   |
| Rohrpfeife       | 04′   |
| Dolce            | 04′   |
| Nasard           | 02 ⁄3 |
| Dulcquint        | 02 ⁄3 |
| Weitoctave       | 02′   |
| Waldflöte        | 02′   |
| Dulcett          | 02′   |
| Tremulant        |       |
| Soloflöte        | 08′   |

| S Harmonium C–a3 |     |
| Clavaeoline      | 16′ |
| Clavaeoline      | 08′ |
| Melodia          | 08′ |
| Melodia          | 04′ |

| Pedal Süd‑Orgel C–g1 |     |
| Bordunbaß            | 16′ |
| Principalbaß         | 08′ |

| Pedal C–g1     |         |
| Contra Violine | 32′     |
| Open Wood      | 16′     |
| Violon         | 16′     |
| Subbass        | 16′     |
| Dolcebass      | 16′     |
| Harmonika      | 16′     |
| Quinte         | 10 2⁄3′ |
| Octavbass      | 08′     |
| Gedacktbass    | 08′     |
| Salicetbass    | 08′     |
| Quinte         | 05 1⁄3  |
| Choralbass     | 04′     |
| Flötbass       | 04′     |
| Flautino       | 02′     |
| Schwiegel      | 02′     |
| Ophycleide     | 32′     |
| Posaune        | 16′     |
| Trombone       | 08′     |
| Corno          | 04′     |
| Pauken         |         |

- Koppeln:
  - Normalkoppeln:  II/I, III/I, III/II, N/I, S/I, N/II, S/II, N/III, S/III, N/IV, S/IV, Echo/IV, I/P, II/P, III/P, N/P, S/P
  - Suboktavkoppeln:  II/I, II/II
  - Superoktavkoppeln:  I/I, II/I, II/II
  - Absteller: II 8‘ ab, Solowerk III ab
  - Second Touch Koppeln: II/I, Tremulant III/I, Winddrossel III/I
  - Expanderkoppeln: Exp/I, Exp/II, Exp/III
- Effekte:
  - Variquot: Wählbare Intervallverschiebung f. Piccolo 2‘
  - wake up: Aktivierung Expander (Lift)
  - M I soft: Druckpunktabschaltung Manual I
  - 2nd on: Aktivierung 2. Schaltpunkt Manual I
  - Leslie: Theaterorgeltremulant Manual III (dynamisch steuerbar auf Balanciertritt I)
  - Rotor I: Raumklangeffekt aller drei Orgeln (dynamisch steuerbar auf Balanciertritt I)
  - Brake: Winddrossel für Hauptorgel gesamt (Balanciertritt IV)
- Spielhilfen: Setzer, Crescendowalze, Tastenfessel Manual IV

Anmerkungen
1. 1 2 3 4 5 6 7 8 9 10 11  Extension
2. ↑  Transmissionen I Hauptwerk
3. 1 2  schwellbar
4. 1 2 3 4 5 6 7 8 9 10  Teil-/volldigital
5. ↑  Balanciertritt I zum Einstellen der Tremulanten-Frequenz
6. 1 2 3  Hochdruck
7. ↑  Aufstellung in der Turmkuppel, volldigital

## Bildergalerie

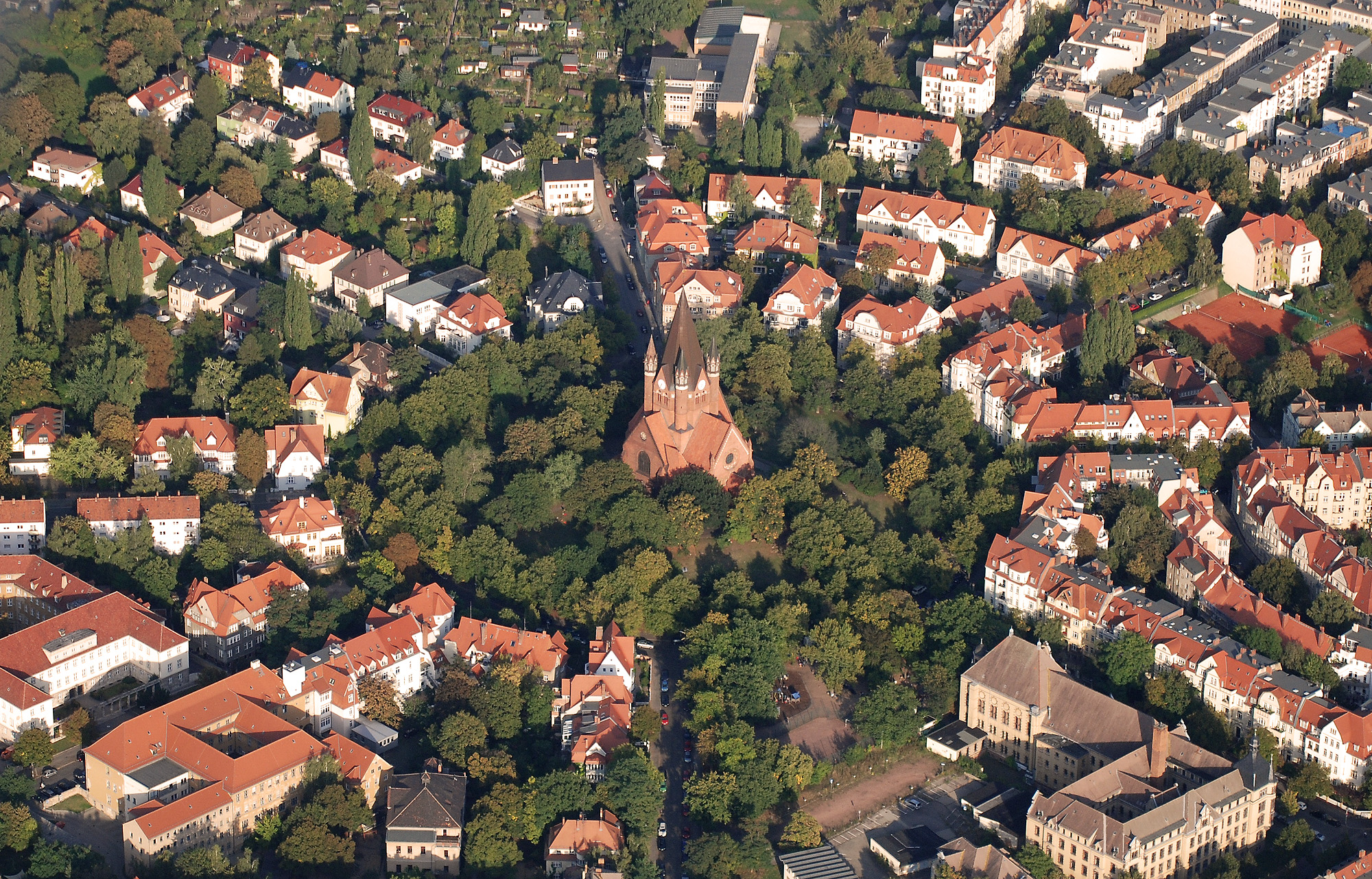
Luftaufnahme
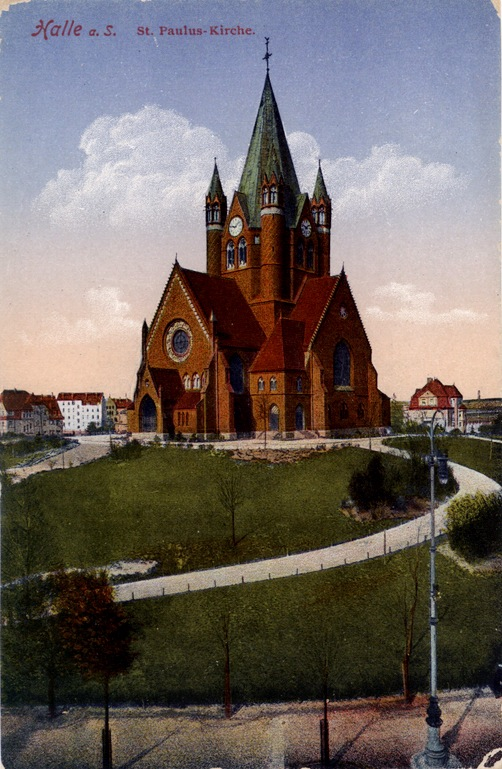
Pauluskirche um 1905
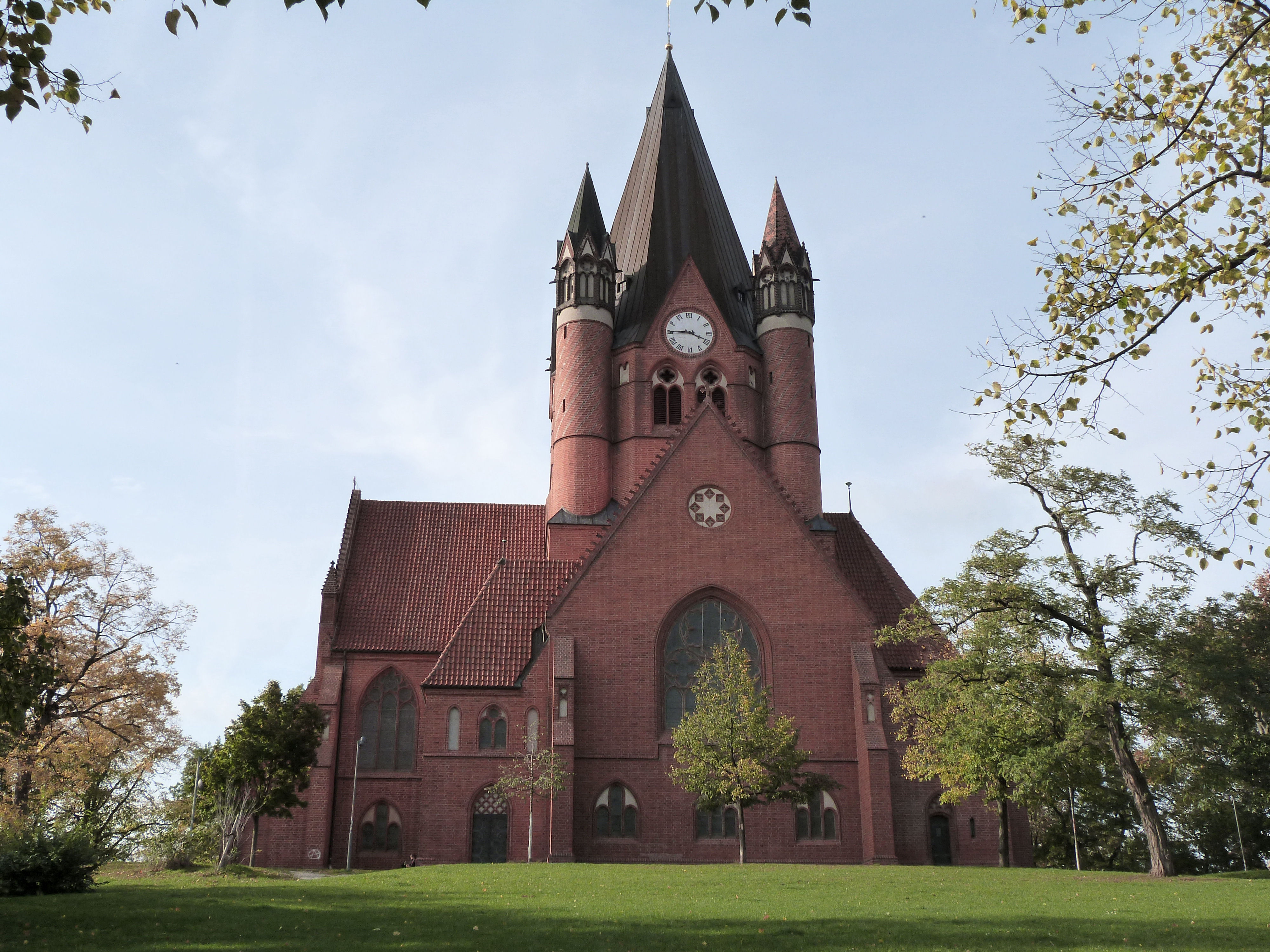
Südseite
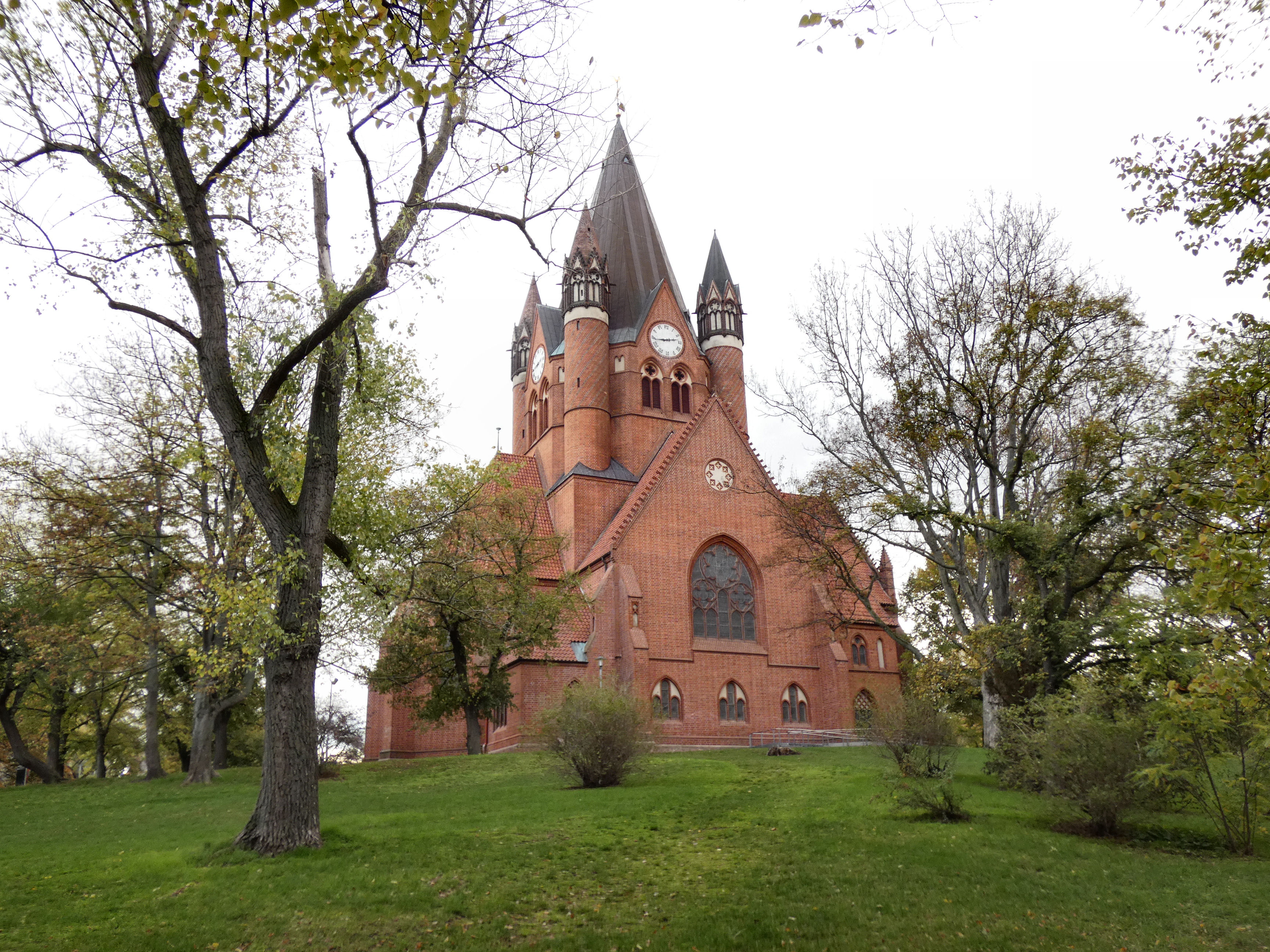
Ansicht von Nordost
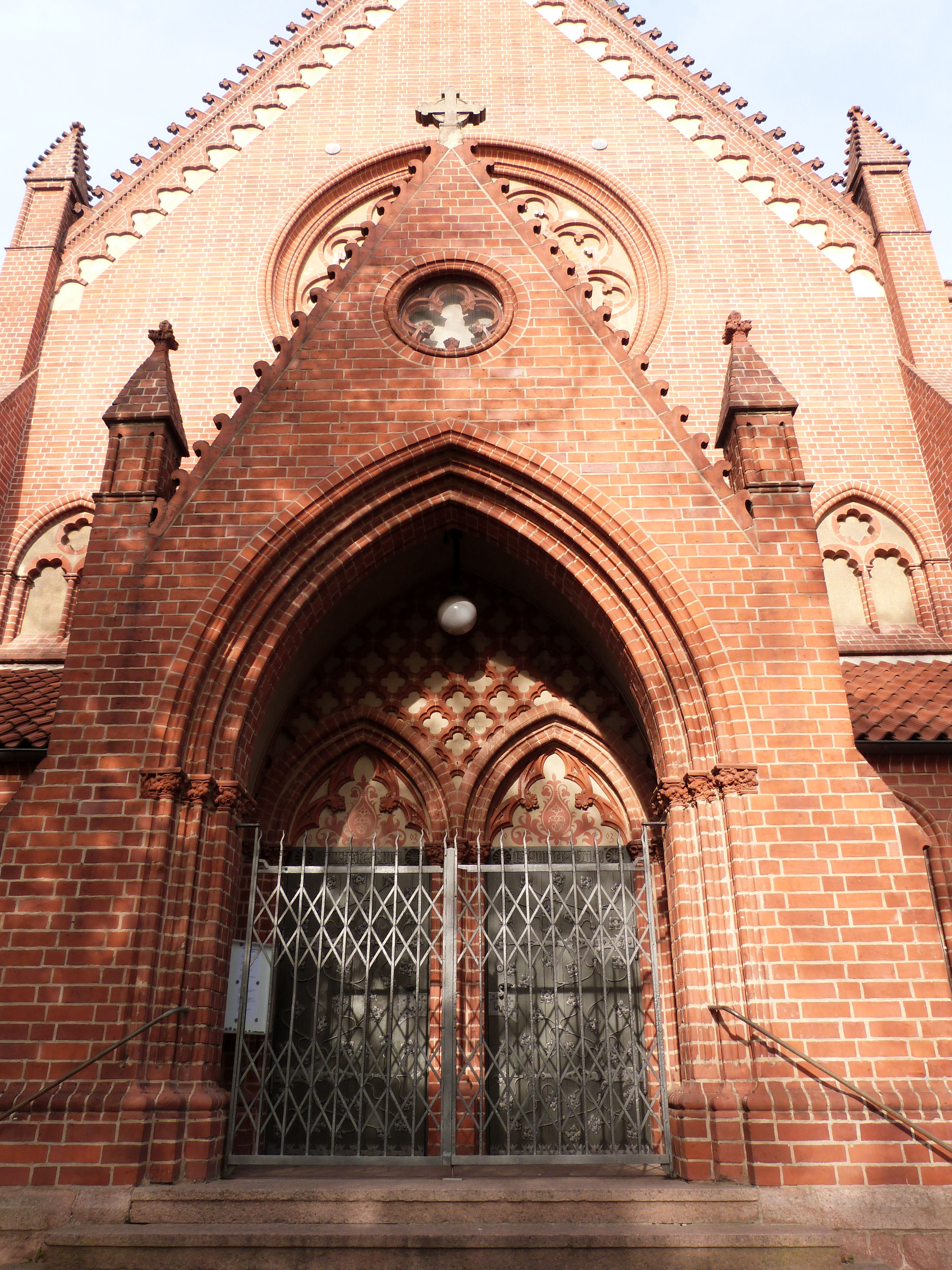
Hauptportal
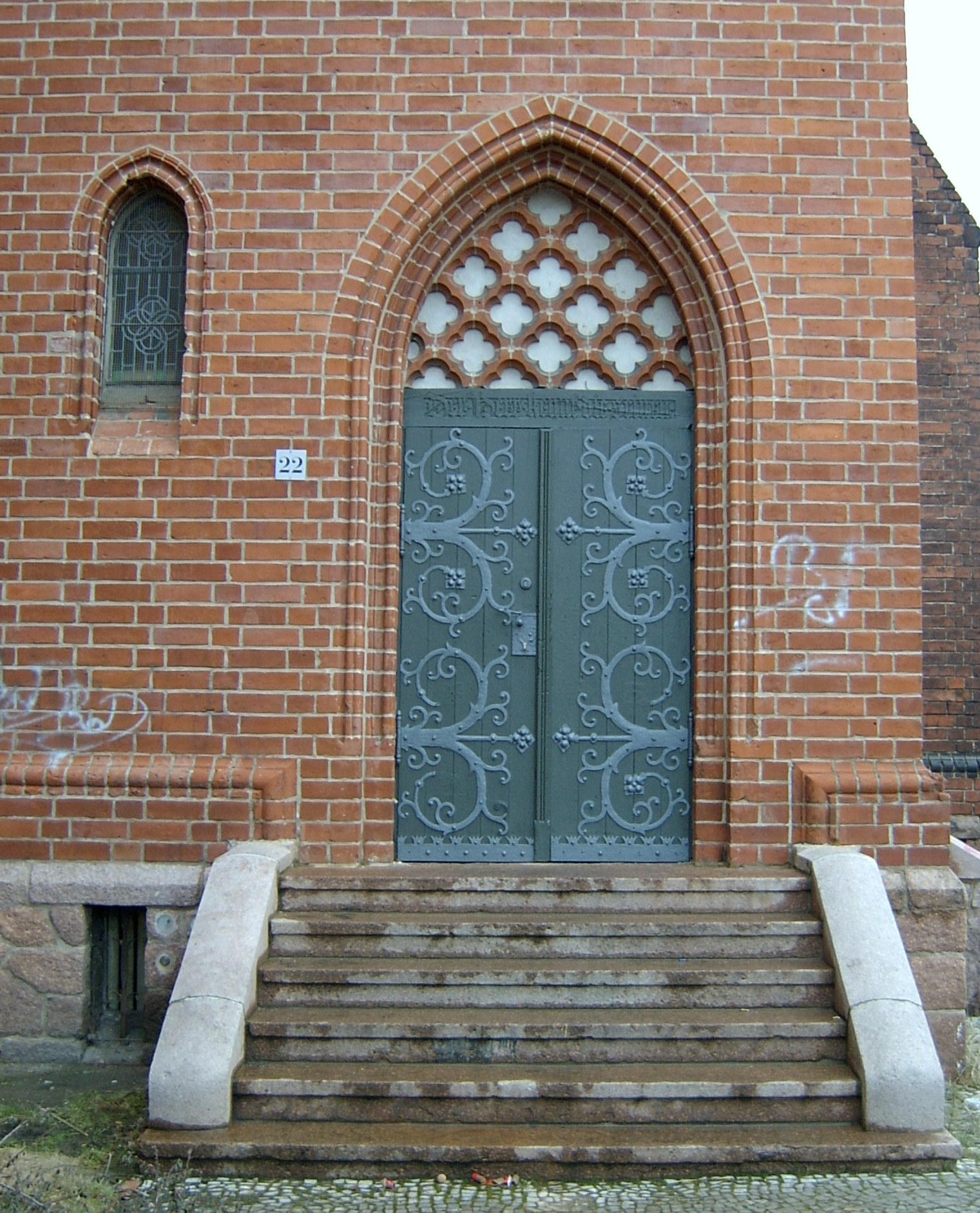
Seiteneingang